# 렌딧
렌딧(LENDIT)은 대한민국의 마켓플레이스금융 기업이다. 대출이 필요한 개인(또는 집단)과 투자가 필요한 개인(또는 집단)을 온라인으로 연결해주는 서비스를 제공하고 있다.

## 연혁
- 2015년 3월 : 렌딧 설립
- 2015년 4월 : 알토스벤처스로부터 15억 투자 유치[1]
- 2015년 11월 : 나이스평가정보와 신청사기방지시스템(FRIS) 사용에 대한 협약 체결[2]
- 2016년 7월 : 알토스벤처스와 엔젤투자자로부터 58억5천만원 투자 유치
- 2017년 5월 : 옐로우독, 알토스벤처스, 콜라보레이티브펀드로부터 100억 투자 유치
- 2017년 7월 : 마켓플레이스금융사(P2P금융사) 최초 금융위원회 등록
- 2018년 10월 : 한국인터넷기업협회 산하 마켓플레이스금융협의회 발족 - 운영위원장으로 렌딧 김성준 대표 선출
- 2018년 11월 : 크레비스-라임 임팩트 벤처펀드, 옐로우독, 콜라보레이티브펀드, 알토스벤처스 등의 임팩트 투자사로부터 70억 투자 유치

## 서비스

### 대출 서비스
렌딧 개인신용평가시스템(CSS: Credit Scoring System)을 통해 총 20개 구간으로 대출자의 신용등급을 나눠 정교하게 금리를 책정한다. 신용평가사에서 제공하는 고객의 250여 가지 금융정보를 기반으로 신용정보와 금융기록 등을 분석한다. 또한 사기정보공유 데이터, 직장정보, 상환정보를 추가로 반영하여 리스크를 관리하며 대출자와 상관관계가 있는 각종 금융정보의 12개월간 트렌드 검토, 각종 지표 추이를 함께 분석한다.

### 투자 서비스
- 포트폴리오 투자: 총 투자금과 채권 당 투자액을 설정하면 투자자 개인을 위한 맞춤 포트폴리오를 구성해준다. 하나의 채권 당 최소 5천원부터 최대 10만원까지 투자가 가능하다.
- 데일리 자동투자: '월 투자 목표금액'과 '채권당 투자금액'을 설정하면 개인 당 개설된 렌딧 계좌에 예치된 투자금으로 매일 새로운 채권에 자동으로 투자된다.
- 헬로렌딧: 첫 투자자를 위한 1회 한정 상품으로 50~200만원 사이의 투자금을 선택하면 자동으로 100개 채권으로 포트폴리오를 구성해주며 추가 포인트 적립과 수수료 무료 등의 혜택이 있다.
- 렌딧마켓: 투자자 간 보유한 채권을 사고 팔아 현금 유동성을 높일 수 있는 서비스다.